# البطولات الوطنية الأمريكية 1888 (كرة مضرب)
قائمة بالأبطال في 1888 البطولات الوطنية الأمريكية لكرة المضرب (المعروفة الآن باسم أمريكا المفتوحة):

## الكبار

### فردي رجال
هنري سلوكوم هزم  هاورد أ. تايلر 6-4 6-1 6-0

### فردي سيدات
بيرثا تاونسيند هزم  إيلين هانسل 6-3, 6-5